# Carlos Enrique
Carlos Alberto Enrique (ur. 12 grudnia 1963 w Adrogué) – argentyński piłkarz, grający podczas kariery na pozycji obrońcy.

## Kariera klubowa
Carlos Enrique rozpoczął karierę w Independiente Avellaneda w 1982. Z Independiente zdobył mistrzostwo Argentyny w Metropolitano 1983. Na arenie międzynarodowej zdobył Copa Libertadores 1984(Enrique wystąpił w obu meczach z Grêmio Porto Alegre) oraz Puchar Interkontynentalny w tym samym roku (Enrique wystąpił w meczu z Liverpoolem).
W 1988 został zawodnikiem River Plate. Z River Plate dwukrotnie zdobył mistrzostwo Argentyny w 1990 i Apertura 1991. W 1992 przeszedł do Lanús, a w następnym roku do Gimnasii y Tiro Salta. W 1995 krótko występował w Peru w Alianzy Lima. Po powrocie do Argentyny występował w drugoligowych Douglas Haig Pergamino i stołecznych Banfield i All Boys. Karierę zakończył w czwartoligowym Alvarado Mar del Plata w 2001.

## Kariera reprezentacyjna
W reprezentacji Argentyny Enrique zadebiutował 20 lutego 1991 w wygranym 2-0 towarzyskim meczu z Węgrami. W tym samym roku wystąpił w turnieju Copa América, który Argentyna wygrała. Na turnieju w Chile Enrique wystąpił w trzech meczach, Paragwajem, Peru i Brazylią, który był jego ostatnim meczem w reprezentacji. Ogółem w barwach albicelestes wystąpił w 9 meczach.
| Mecze i gole w reprezentacji | Mecze i gole w reprezentacji | Mecze i gole w reprezentacji | Mecze i gole w reprezentacji | Mecze i gole w reprezentacji | Mecze i gole w reprezentacji | Mecze i gole w reprezentacji |
| #                            | Data                         | Miasto                       | Przeciwnik                   | Gol                          | Wynik                        | Rozgrywki                    |
| ---------------------------- | ---------------------------- | ---------------------------- | ---------------------------- | ---------------------------- | ---------------------------- | ---------------------------- |
| 1.                           | 20.02.1991                   | Rosario                      | Węgry                        |                              | 2:0                          | towarzyski                   |
| 2.                           | 13.03.1991                   | Buenos Aires                 | Meksyk                       |                              | 0:0                          | towarzyski                   |
| 3.                           | 19.05.1991                   | Stanford                     | Stany Zjednoczone            |                              | 1:0                          | towarzyski                   |
| 4.                           | 23.05.1991                   | Manchester                   | ZSRR                         |                              | 1:1                          | England Challenge Cup        |
| 5.                           | 25.05.1991                   | Londyn                       | Anglia                       |                              | 2:2                          | England Challenge Cup        |
| 6.                           | 27.06.1991                   | Kurytyba                     | Brazylia                     |                              | 1:1                          | towarzyski                   |
| 7.                           | 12.07.1991                   | Santiago                     | Paragwaj                     |                              | 4:1                          | Copa América                 |
| 8.                           | 14.07.1991                   | Santiago                     | Peru                         |                              | 3:2                          | Copa América                 |
| 9.                           | 17.07.1991                   | Santiago                     | Brazylia                     |                              | 3:2                          | Copa América                 |